# 추상다포체

추상다포체(abstract polytope)는 연결상태나 조합론만 고려하여 다포체를 일반화시킨것이다.
수학에서 추상다포체는 점이나 선과 같은 순수한 기하학적 속성을 지정하지 않고 전통적인 다포체의 이항 속성을 포착하는 대수적 부분 순서 집합이다.
기하학적 다포체는 실제 N차원 공간, 일반적으로 유클리드 공간에서 추상 다포체를 구현한 것이라고 한다. 이 추상적 정의는 다포체의 전통적인 정의보다 더 일반적인 조합 구조를 허용하므로 전통적인 이론에 상응하는 것이 없는 새로운 객체를 허용한다.

## 같이 보기
- 정다포체